# Пси¹ Волка
Пси¹ Волка (лат. ψ¹ Lupi), 3 Волка (лат. 3 Lupi), HD 139521 — одиночная звезда в созвездии Волка на расстоянии приблизительно 207 световых лет (около 63,4 парсеков) от Солнца. Видимая звёздная величина звезды — +4,661m.

## Характеристики
Пси¹ Волка — жёлто-оранжевый гигант спектрального класса G8-K0III, или G8III, или K0. Масса — около 2,79 солнечных, радиус — около 11,787 солнечных, светимость — около 62,047 солнечных. Эффективная температура — около 4939 K.

## Планетная система
В 2019 году учёными, анализирующими данные проектов HIPPARCOS и Gaia, у звезды обнаружена планета.